# Ulrich Meier-Tesch
Ulrich Norbert Meier-Tesch (né le 7 juillet 1959 à Munich) est un diplomate allemand.
Il est ambassadeur en Guinée depuis juillet 2019. 

## Études
Il a étudié le droit à Berlin, Genève et Fribourg et a complété son stage juridique à Hambourg.

## Carrière
De 1990 à 1991, Meier-Tesch a terminé le service préparatoire au ministère des Affaires étrangères et a d'abord travaillé comme consultant au département culturel du ministère des Affaires étrangères. Il s'est ensuite rendu à l'ambassade de Sofia en tant que premier secrétaire.
En 1994, il rejoint l'ambassade d'Allemagne au Mali (Bamako) en tant que vice-ambassadeur.
Entre 1997 et 1999, il devient consultant au département économique du ministère des Affaires étrangères et de 2000 à 2003 en tant que conseiller à l'ambassade de Bucarest.
Meier-Tesch a passé les années 2003 à 2015 au ministère des Affaires étrangères de Berlin, d'abord en tant que directeur adjoint du département central et à partir de 2009 en tant que consultant puis chef de la division de contrôle des exportations d'armes. De 2015 à 2019, il a dirigé le service juridique et consulaire de l'ambassade d'Allemagne à Ankara et en juillet 2019, il a été envoyé comme ambassadeur en république de Guinée, basé à Conakry.